# ФК Локерен
ФК Локерен (хол. K.S.C. Lokren Oost-Vlaanderen) је фудбалски клуб из Локерена. Основан је 1923. године као Рејсинг клуб Локерен, а од 1. јула 2003. носи данашње име. Тренутно се такмичи у Првој лиги Белгије у фудбалу.
Боје клуба су црно-беле и жуте. У 2012. години ФК Локерен је освојио Куп Белгије. Домаће утакмице игра на стадиону Дакнам, који има капацитет од 9.560 места. 

## Трофеји
- Прва лига Белгије:
  - Вицепрвак (1): 1980/81.
- Друга лига Белгије:
  - Првак (1): 1995/96.
- Куп Белгије:
  - Освајач (1): 2011/12.
  - Финалиста (1): 1980/81.

## Састав из јануара 2012.
| Бр. |                             | Позиција | Играч               |
| --- | --------------------------- | -------- | ------------------- |
| 1   | Обала Слоноваче             | Г        | Бубакар Бери        |
| 2   | Белгија                     | О        | Сеп Де Рувер        |
| 4   | Француска                   | О        | Жереми Таравел      |
| 5   | Швајцарска                  | О        | Мијат Марић         |
| 6   | Демократска Република Конго | С        | Тшолола Тшинјама    |
| 7   | Белгија                     | С        | Килијан Овермеир    |
| 8   | Белгија                     | О        | Коен Персонс        |
| 9   | Тунис                       | Н        | Хамди Харбауи       |
| 10  | Хрватска                    | С        | Иван Леко           |
| 11  | Белгија                     | Н        | Бенџамин Де Кеулаер |
| 12  | Србија                      | Г        | Југослав Лазић      |
| 13  | Грчка                       | О        | Георгиос Галитсиос  |

| Бр. |                             | Позиција | Играч                                      |
| --- | --------------------------- | -------- | ------------------------------------------ |
| 14  | Демократска Република Конго | Н        | Бенџамин Мокулу                            |
| 15  | Белгија                     | О        | Александер Корин                           |
| 16  | Белгија                     | С        | Јоре Тромпет                               |
| 19  | Сенегал                     | Н        | Баје Ђибу Фал                              |
| 23  | Сенегал                     | О        | Ибрахим Гај                                |
| 24  | Јужноафричка Република      | С        | Ајанда Патоси                              |
| 25  | Белгија                     | Н        | Биген Лусала (позајмица из Андерлехта У19) |
| 26  | Белгија                     | С        | Кедрик Мпембеле                            |
| 28  | Белгија                     | С        | Лауренс Де Бок                             |
| 29  | Белгија                     | С        | Нил Де Паув                                |
| --  | Белгија                     | Г        | Николас Лемаир                             |
| --  | Белгија                     | О        | Јопе Јансенс                               |

### Позајмице
- Алфред Финбогасон у ФК Хелсинборг

## Познати бивши играчи
- Звонко Милојевић
- Чедомир Јаневски
- Ибрахим Гај
- Ђорђе Вујков
- Јан Колер
- Томислав Сокота
- Сувад Катана